# Carl Johansson
Carl Johansson (Kalmar, 1998. június 17. –) svéd labdarúgó, a VVV-Venlo játékosa. Benno Magnusson és Roger Magnusson unokaöccse.

## Pályafutása

### Klubcsapatokban
Johansson a svéd Oskarshamns AIK és a Kalmar FF akadémiáin nevelkedett.   2016-ban került fel az első csapatba a Kalmar FF-nél. 2016. április 10-én az IF Elfsborg ellen szerezte meg az első bajnoki gólját. 2018 januárjában kölcsönbe került az Östers IF csapatához. 2019 februárjában három évre véglegesen szerződtették. 2021 augusztusában a holland VVV-Venlo szerződtette.

### Válogatott
Többszörös korosztályos svéd válogatott, tagja volt a 2017-es U19-es labdarúgó-Európa-bajnokságon szerepelt svéd keretnek is.